# Lars Lindeman

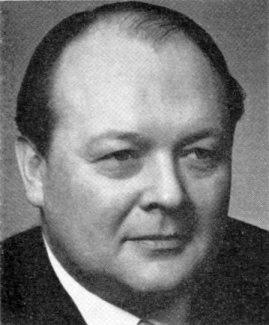
Lars Lindeman.

Lars Sebastian "Basse" Lindeman, född 23 mars 1920 i Viborg, död 14 september 2006 i Lahtis, var en finländsk politiker och diplomat. 
Lindeman var lantbrukskonsulent i Västnyland 1945–1947 och verkade därefter hos Finlands svenska arbetarförbund som ombudsman 1947–1955, förbundssekreterare 1956–1962 och förbundsordförande 1966–1976. Han var chefredaktör för Arbetarbladet 1968–1970 och socialchef vid Oy Scan-Auto Ab 1970–1976. 
Under den finländska socialdemokratiska splittringens tid representerade Lindeman och arbetarförbundet den så kallade tredje linjen och ställde sig bakom valet av Rafael Paasio till partiordförande 1963. Han satt i Finlands riksdag 1958–1976 (andre lantbruksminister 1966–1968), varefter han var ambassadör i Oslo 1976–1984 och i Lissabon 1984–1985.

## Utmärkelser
- Kommendörstecknet av Finlands Lejons orden,  1968[1]
- Kommendörstecknet av I klass av Finlands Lejons orden,  1979[1]
- Storkorset av isländska falkorden,  1983[1]
- Storkors av Sankt Olavs orden,  1983[1]
- Kommendör av 1. klass av Nordstjärneorden,  1983[1]
- Frihetsmedaljens 1. klass[1]
- Militärens förtjänstmedalj[1]
- Frihetsmedaljens 2. klass[1]

[Redigera Wikidata]